# Wanstrow
Wanstrow is een civil parish in het bestuurlijke gebied Mendip, in het Engelse graafschap Somerset met 489 inwoners.